# Q-függvény
A matematikában és a statisztikában a Q-függvény a normális eloszlás farok valószínűsége.

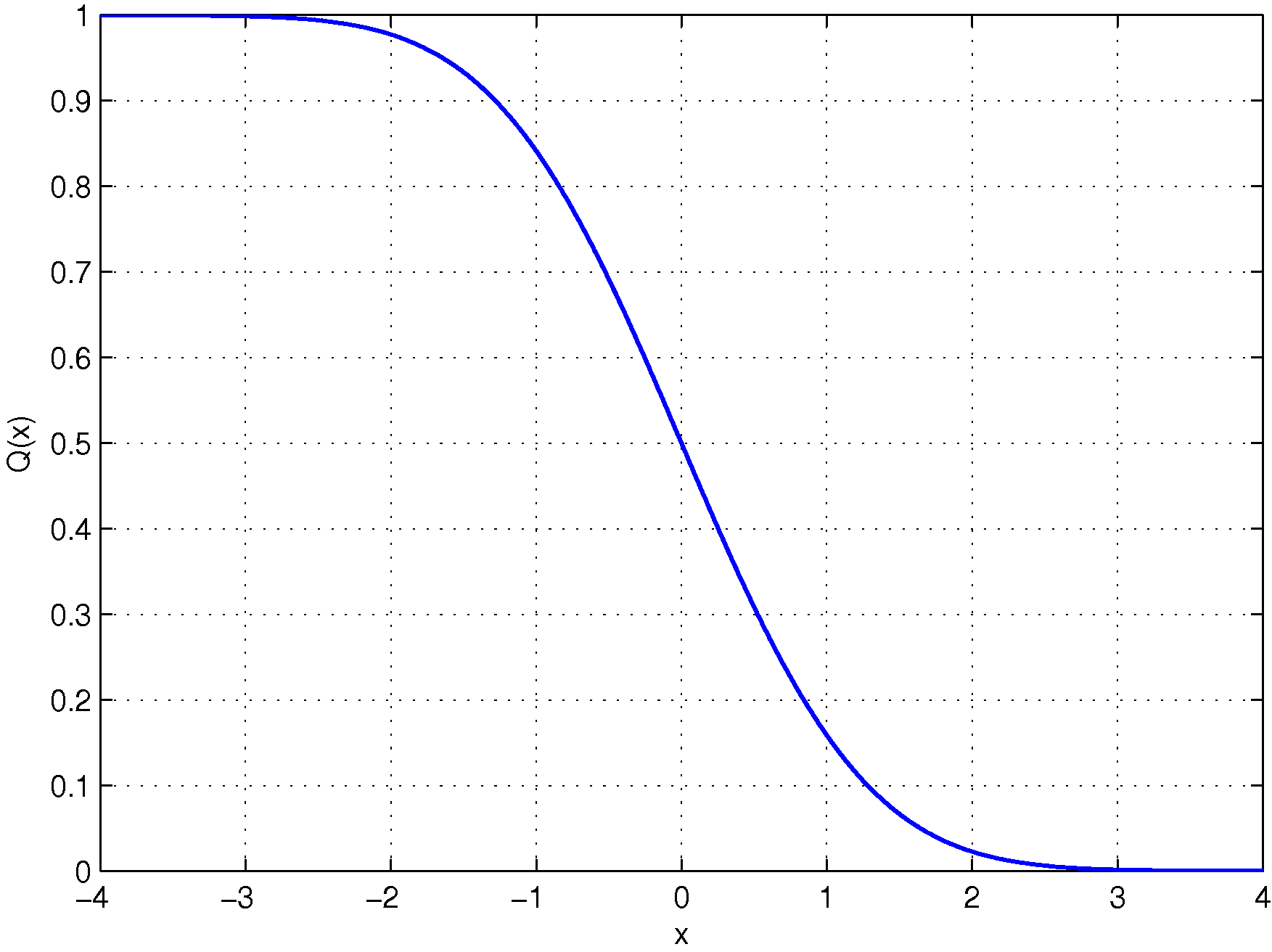
Q-függvény

Más szavakkal, {\displaystyle Q(x)} annak a valószínűsége, hogy egy normális eloszlású változó nagyobb értéket vesz fel, mint {\displaystyle x}.
Egy másik definíció szerint a kumulatív eloszlás függvény egyszerű transzformáltja.
A normális eloszlás kumulatív eloszlási függvényéhez való kapcsolata miatt, a Q-függvény a hibafüggvény – mely fontos függvény a fizikában és a matematikában - kifejezéseivel is leírható.

## Definíció és fő tulajdonságok
Formálisan, a Q-függvény definíciója:
{\displaystyle Q(x)={\frac {1}{\sqrt {2\pi }}}\int \limits _{x}^{\infty }\exp {\Bigl (}-{\frac {u^{2}}{2}}{\Bigr )}\,du.}
így:
{\displaystyle Q(x)=1-Q(-x)=1-\Phi (x)\,\!,}
ahol {\displaystyle \Phi (x)} a normal Gauss eloszlás kumulatív eloszlás függvénye.
A Q-függvény a hiba-függvény, vagy a komplementer hiba-függvény
kifejezéseivel is leírható,
{\displaystyle Q(x)={\tfrac {1}{2}}-{\tfrac {1}{2}}\operatorname {erf} {\Bigl (}{\frac {x}{\sqrt {2}}}{\Bigr )}={\tfrac {1}{2}}\operatorname {erfc} ({\frac {x}{\sqrt {2}}}).}
A Q-függvény egy alternatív formája, mely jobban használható:
{\displaystyle Q(x)={\frac {1}{\pi }}\int \limits _{0}^{\frac {\pi }{2}}\exp \left(-{\frac {x^{2}}{2\sin ^{2}\theta }}\right)d\theta .}
Ez a kifejezés csak pozitív {\displaystyle x}-ekre érvényes, de alkalmazható a {\displaystyle Q(x)=1-Q(-x)\,\!} kifejezéssel együtt, a negatív értékekre.
Ez a forma előnyös a véges integrálási tartományban.

## Határok
A Q-függvény nem egy elemi függvény.
A határai
{\displaystyle {\frac {x}{1+x^{2}}}\cdot {\frac {1}{\sqrt {2\pi }}}e^{-x^{2}/2}<Q(x)<{\frac {1}{x}}\cdot {\frac {1}{\sqrt {2\pi }}}e^{-x^{2}/2},\qquad x>0,}
növekvő módon szorosak nagy x-ekre
A {\displaystyle v=u^{2}/2} behelyettesítést alkalmazva, és definiálva {\displaystyle \varphi (x)={\tfrac {1}{\sqrt {2\pi }}}e^{-x^{2}/2},}, a felső határ a következőképpen származtatható:
{\displaystyle {\begin{aligned}Q(x)&=\int _{x}^{\infty }\varphi (u)\,du\\&<\int _{x}^{\infty }{\frac {u}{x}}\varphi (u)\,du=\int _{x^{2}/2}^{\infty }{\frac {e^{-v}}{x{\sqrt {2\pi }}}}\,dv=-{\biggl .}{\frac {e^{-v}}{x{\sqrt {2\pi }}}}{\biggr |}_{x^{2}/2}^{\infty }={\frac {\varphi (x)}{x}}.\end{aligned}}}
Hasonlóan a {\displaystyle \scriptstyle \varphi '(u)\,{=}\,-u\,\varphi (u)}-t, és a hányadosszabályt használva
{\displaystyle {\begin{aligned}{\Bigl (}1+{\frac {1}{x^{2}}}{\Bigr )}Q(x)&=\int _{x}^{\infty }{\Bigl (}1+{\frac {1}{x^{2}}}{\Bigr )}\varphi (u)\,du\\&>\int _{x}^{\infty }{\Bigl (}1+{\frac {1}{u^{2}}}{\Bigr )}\varphi (u)\,du=-{\biggl .}{\frac {\varphi (u)}{u}}{\biggr |}_{x}^{\infty }={\frac {\varphi (x)}{x}}.\end{aligned}}}
{\displaystyle Q(x)} -re megoldva, adódik az alsó határ.
A Q-függvény Chernov-korlátja:
{\displaystyle {\begin{aligned}Q(x)\leq {\frac {1}{2}}e^{-{\frac {x^{2}}{2}}},\qquad x>0\end{aligned}}}

## Értékek
A Q-függvényt számos matematikai szoftver csomag közvetlenül számítja, mint például a Matlab, és a Mathematica.
Néhány Q-függvény érték az alábbiakban látható:
| Q(0.0) = 0.500000000 Q(0.1) = 0.460172163 Q(0.2) = 0.420740291 Q(0.3) = 0.382088578 Q(0.4) = 0.344578258 Q(0.5) = 0.308537539 Q(0.6) = 0.274253118 Q(0.7) = 0.241963652 Q(0.8) = 0.211855399 Q(0.9) = 0.184060125 | Q(1.0) = 0.158655254 Q(1.1) = 0.135666061 Q(1.2) = 0.115069670 Q(1.3) = 0.096800485 Q(1.4) = 0.080756659 Q(1.5) = 0.066807201 Q(1.6) = 0.054799292 Q(1.7) = 0.044565463 Q(1.8) = 0.035930319 Q(1.9) = 0.028716560 | Q(2.0) = 0.022750132 Q(2.1) = 0.017864421 Q(2.2) = 0.013903448 Q(2.3) = 0.010724110 Q(2.4) = 0.008197536 Q(2.5) = 0.006209665 Q(2.6) = 0.004661188 Q(2.7) = 0.003466974 Q(2.8) = 0.002555130 Q(2.9) = 0.001865813 | Q(3.0) = 0.001349898 Q(3.1) = 0.000967603 Q(3.2) = 0.000687138 Q(3.3) = 0.000483424 Q(3.4) = 0.000336929 Q(3.5) = 0.000232629 Q(3.6) = 0.000159109 Q(3.7) = 0.000107800 Q(3.8) = 0.000072348 Q(3.9) = 0.000048096 Q(4.0) = 0.000031671 |